# روبرت إس. روز
روبرت إس. روز (بالإنجليزية: Robert S. Rose)‏ هو محامي وسياسي أمريكي، ولد في 24 فبراير 1774 بمقاطعة أمهيرست في الولايات المتحدة، وتوفي في 24 نوفمبر 1835 في الولايات المتحدة. حزبياً، نشط في مناهضة الماسونية. وقد انتخب عضو مجلس النواب الأمريكي.